# 本田清澄
本田 清澄（ほんだ きよずみ、1955年4月2日 - ）は、兵庫県出身の日本の俳優。身長174 cm。体重65 kg。血液型はB型。希楽星所属。本名同じ。

## 略歴
岐阜経済大学卒業。劇団櫂に入団したことをきっかけにデビュー。

## 人物
特技は空手。趣味はゴルフ、水墨画。

## 出演

### 映画
- 「スパイ・ゾルゲ」（2003年6月14日）
- 「COSMIC RESCUE -The moonlight generations-」（2003年7月11日）
- 「不良少年（ヤンキー）の夢」（2005年10月15日）
- 「沈まぬ太陽」（2009年10月24日）
- 「猿ロック THE MOVIE」（2010年2月27日）

### Vシネマ
- 「千里眼 キネシクス・アイ」 - 宇崎幕僚長 役

### テレビドラマ

#### NHK
- 大河ドラマ
  - 「山河燃ゆ」第48話（1984年12月2日）
  - 「春の波涛」第23話・第27話 - 第36話・第38話 - 第43話（1985年6月9日・7月7日 - 9月8日・9月22日 - 10月27日） - 座員 役
  - 「いのち」第20話（1986年5月18日） - ボーイ 役
  - 「独眼竜政宗」第30話（1987年7月26日） - 従者 役
  - 「翔ぶが如く」第9話・第10話（1990年3月11日・3月18日） - 通事 役
  - 「太平記」第25話・第33話 - 第36話・第38話・第40話・第41話（1991年6月23日・8月18日 - 9月8日・9月22日・10月6日・10月13日） - 公家 役
  - 「信長 KING OF ZIPANGU」第19話（1992年5月10日）
  - 「炎立つ」第1話（1993年7月4日）
  - 「八代将軍吉宗」第20話（1995年5月21日） - 李邦彦 役
  - 「徳川慶喜」第28話（1998年7月19日） - 松平因幡守康正 役
  - 「葵 徳川三代」第1話・第12話（2000年1月9日・3月26日） - 赤座直保 役
  - 「北条時宗」第24話（2001年6月17日）
  - 「利家とまつ〜加賀百万石物語〜」第8話 - 第11話（2002年2月27日 - 3月17日） - 森可成 役
  - 「義経」第25話（2005年6月26日） - 源氏の武者 役
  - 「篤姫」第30話・第31話（2008年7月27日・8月3日） - 新納久仰 役
- 新大型時代劇「宮本武蔵」第22話・第23話・第25話（1984年9月12日・9月19日・10月3日） - 吉岡の門弟 役
- 連続テレビ小説
  - 「澪つくし」（1985年4月1日 - 10月5日）
  - 「ひらり」第79話（1993年1月9日）
  - 「春よ、来い」第221話（1995年6月22日）
  - 「ひまわり」第121話 - 第126話（1996年8月19日 - 8月24日）
- 「脱兎のごとく 岡倉天心」（1985年5月6日）
- 「シャツの店」第5話（1986年2月8日）
- 銀河テレビ小説
  - 「続・たけしくんハイ!」第6話（1986年7月28日）
  - 「新橋烏森口青春篇」（1988年11月21日 - 12月9日）
  - 「道づれ」（1988年12月12日 - 12月15日）
- 水曜ドラマ
  - 「続イキのいい奴」（1988年4月6日 - 7月6日）
  - 「晴のちカミナリ」第3話（1989年4月26日）
- 「腕におぼえあり2」第8話（1992年10月23日）
- 「戦国武士の有給休暇」最終話（1994年9月9日）
- 「拝啓自治会長殿」第11話（1995年12月6日）
- 「櫂」第1話（2000年1月8日）
- 「玩具の神様」第1話（2000年2月19日）
- 「逃亡」第4話（2002年1月25日）
- 「海猿」（2002年7月13日）
- 「トキオ 父への伝言」第16話（2004年9月23日）
- 「償い」第2話（2012年11月24日、NHK BSプレミアム）
- 「激流〜私を憶えていますか?〜」第1話・第2話（2013年6月25日・7月2日）
- 「今度生まれたら」第5話（2022年6月5日、NHK BSプレミアム） - 荻野公義 役

#### 日本テレビ
- 火曜サスペンス劇場
  - 「女たちは一度勝負する」（1989年3月7日）
  - 「警部補 佃次郎」
    - 第3作「艶やかな声」（1997年5月27日） - 特殊班 役
    - 第20作「望郷」（2005年1月18日） - 刑事 役
- 「恋も2度目なら」第1話（1995年1月11日）
- 「透明人間」第6話（1996年5月18日）
- 「バーチャルガール」第2話（2000年1月22日）
- 「平成夫婦茶碗〜ドケチの花道〜」第6話（2000年2月16日）
- 「天使が消えた街」第10話（2000年6月14日）
- 「リミット もしも、わが子が…」第7話（2000年8月14日）
- 「新宿暴走救急隊」（2000年10月14日 - 12月16日）
- 「ギンザの恋」第2話（2002年1月14日）
- 「サイコドクター」第7話（2002年11月20日）
- 「瑠璃の島」第8話（2005年6月4日）
- 「14才の母」第8話（2006年11月29日） - 債権者 役
- 「喰いタン2」第3話（2007年4月28日） - 板前 役
- 「黄金の豚-会計検査庁 特別調査課-」第8話（2010年12月8日）
- 金曜ロードSHOW!「リバース〜警視庁捜査一課チームZ〜」（2013年4月5日）
- 「東京バンドワゴン〜下町大家族物語」第7話（2013年11月23日）
- 「高嶺の花」第9話・最終話（2018年9月5日・9月12日）

#### TBS
- 「乳姉妹」第21話（1985年9月10日）
- 東芝日曜劇場「東京の秋」前編（1985年11月10日）
- 「ポニーテールはふり向かない」第18話（1986年2月15日）
- 「旦那さま大事」（1986年12月29日）
- 「毎度おさわがせします 第3シリーズ」第3話（1987年2月10日）
- 「デパート!秋物語」第9話（1992年12月8日）
- 花王 愛の劇場 → 愛の劇場
  - 「赤い迷宮」第25話（1993年11月26日）
  - 「さしすせそ!?」第33話（1997年12月17日）
  - 「再婚トランプ」第15話（1998年11月13日）
  - 「温泉へ行こう 第1シリーズ」（1999年9月13日 - 12月10日）
  - 「ダンシングライフ」第19話・第20話（2003年5月29日・5月30日）
  - 「いい女」第27話（2006年12月5日） - 森本 役
- 月曜ドラマスペシャル → 月曜ミステリー劇場
  - 「浅見光彦シリーズ」
    - 第5作「城崎殺人事件」（1995年10月30日） - 井岡良二 役[4]
    - 第14作「後鳥羽伝説殺人事件」（2000年9月4日） - 三次東高等学校教師 役

  - 「十津川警部シリーズ」第10作（1995年12月25日） - 犯人の仲間 役[5]
  - 「東京に殺された女」（1996年10月7日）
  - 「 山村美紗サスペンス 名探偵キャサリン」
    - 第2作「小京都・郡上八幡殺人事件」（1996年10月14日）[6]
    - 第4作「清少納言殺人事件」（1998年1月5日）

  - 「弁護士高見沢響子」第1作（1998年6月15日） - 西野誠 役[7]
  - 「婚前後遺症」（1999年2月8日）[8]
  - 「陰の季節」第2作（2001年1月29日） - 飯田 役
  - 「おばさん会長・紫の犯罪清掃日記!ゴミは殺しを知っている」第2作（2001年11月26日） - 土木設計士 役[9]
  - 「カードGメン・小早川茜」第7作（2004年2月9日） - 関東医科大学病院職員 役
  - 「警察庁・内偵監察官桜沢葵の事件簿」（2005年3月7日）
- 「愛がほしい」（1996年9月30日 - 11月29日）
- 「協奏曲」第7話（1996年11月22日）
- 「恋の神様」第6話（2000年2月18日）
- 「恋がしたい恋がしたい恋がしたい」第3話・第4話・第9話 - 最終話（2001年7月15日・7月22日・9月2日 - 9月16日）
- 「ヨイショの男」第2話・第4話（2002年4月21日・5月5日）
- 「さそり」（2004年6月19日 - 8月7日、BS-i）
- 「渡る世間は鬼ばかり 第7シリーズ」第30話（2004年10月21日） - 客 役
- 「悲しみを勇気にかえて」（2005年1月14日）
- 「松本清張ドラマスペシャル 波の塔」（2006年12月27日） - 武藤検事 役
- 「きらきら研修医」第3話（2007年1月25日） - 橘 役
- 「桜蘭高校ホスト部」第3話（2011年8月5日） - 中等部3年時の先生 役
- 「天国と地獄〜サイコな2人〜」第3話（2021年1月31日）

#### フジテレビ
- 「プロゴルファー祈子」第3話・第4話（1987年11月4日・11月11日）
- 「おヒマなら来てよネ!」第7話（1987年12月10日）
- 「君の瞳をタイホする!」第1話（1988年1月4日）
- 「追いかけたいの!」第1話（1988年10月26日）
- 「同・級・生」第3話 - 第5話・第9話 - 第12話（1989年7月17日 - 7月31日・8月28日 - 9月18日）
- 「過ぎし日のセレナーデ」第1話（1989年10月19日）
- 金曜ドラマシアター → 金曜エンタテイメント → 金曜プレステージ → 赤と黒のゲキジョー
  - 「松本清張作家活動40年記念・張込み」（1991年9月27日）
  - 「片岡鶴太郎の金田一耕助シリーズ」第3作（1992年10月2日）
  - 「死刑台のエレベーター」（1993年11月19日）
  - 「帰ってきたOL 三人旅」第1作（1993年12月10日）
  - 「ざけんなョ!!シリーズ」
    - 第6作「ざけんなョ!!6」（1994年4月15日）
    - 第9作「ざけんなョ!!9」（1995年10月27日）

  - 「赤い霊柩車シリーズ」第15作（2002年4月5日） - 小川真一 役
  - 「積木くずし真相 〜あの家族、その後の悲劇〜」前編（2005年9月2日）
  - 「ひみつな奥さん」第1作（2006年11月17日） - 客 役
  - 「前科ありの女たち」（2014年11月28日） - 刑務所所長 役
- 「愛という名のもとに」第7話（1992年2月20日）
- 「あなただけ見えない」最終話（1992年3月23日）
- 「ジュニア・愛の関係」第3話（1992年4月30日）
- 世にも奇妙な物語
  - 「食べ過ぎた男」（1992年5月14日）
  - 「ロンドンは作られていない」（1992年12月30日）
  - 「検索する女」（2009年10月5日） - 運転手 役
- 「君のためにできること」第1話（1992年7月6日）
- 「悪魔のKISS」第4話（1993年7月28日）
- 「この世の果て」第2話（1994年1月17日）
- 「ひとりにしないで」（1995年7月6日 - 9月21日）
- 「コーチ」第1話（1996年7月4日）
- 「こんな私に誰がした」（1996年10月15日 - 12月17日）
- 「いいひと。」最終話（1997年6月24日）
- 「恋はあせらず」（1998年4月15日 - 7月1日）
- 「お仕事です!」第11話（1998年6月25日）
- 「世界で一番パパが好き」第1話（1998年7月8日）
- 「タブロイド」第3話（1998年10月28日）
- 「板橋マダムス」第5話（1998年11月11日）
- 「ソムリエ」最終話（1998年12月22日）
- 「古畑任三郎 vs SMAP」（1999年1月3日）[10]
- 「リップスティック」第9話（1999年6月7日）
- TEAMシリーズ
  - 「TEAM」第4話（1999年11月3日）
  - 「TEAM スペシャル4」（2003年9月26日）
- 「イマジン」第2話（2000年1月18日）
- 「ショカツ」第8話（2000年5月30日）
- 「女同士」第38話（2000年8月23日）
- ゴールデン洋画劇場 → 土曜プレミアム
  - 「三億円事件〜20世紀最後の謎〜」（2000年12月30日）
  - 「ザ・ヒットパレード〜芸能界を変えた男・渡辺晋物語〜」後編（2006年5月27日）
- 「女子アナ。」（2001年1月9日 - 3月20日）
- 「新・お水の花道」第4話（2001年5月1日）
- 「傷だらけのラブソング」第1話（2001年10月9日）
- 「レッド」第61話（2001年12月27日）
- 「新・愛の嵐」第23話（2002年7月31日）
- 「ナースのお仕事4」第12話（2002年9月17日）
- 「天体観測」第11話（2002年9月10日）
- 「顔」第3話・第7話・第8話（2003年4月29日・5月27日・6月3日）
- 「あなたの隣に誰かいる」最終話（2003年12月9日）
- 「穴」（2004年1月28日、BSフジ）
- 「アットホーム・ダッド」第3話（2004年4月27日）
- 「エンジン」第5話（2005年5月16日）
- 「がんばっていきまっしょい」第6話（2005年8月16日）
- 「危険なアネキ」第7話（2005年11月28日）
- 「小早川伸木の恋」最終話（2006年3月23日）
- 「不信のとき〜ウーマン・ウォーズ〜」第7話（2006年8月17日）
- 「金色の翼」第4話（2007年7月5日） - 刑事 役
- 「不毛地帯」第3話（2009年10月29日） - 刑事 役
- 「40女と90日間で結婚する方法」第2話・最終話（2009年12月30日） - 早坂翔の上司 役
- 「泣かないと決めた日」第7話（2010年3月9日） - 議長 役
- 「夏の恋は虹色に輝く」第4話・第6話（2010年8月9日・8月23日）曽我部 役
- 「美しい隣人」第1話（2011年1月11日）
- 「チーム・バチスタ3 アリアドネの弾丸」第4話（2011年8月2日） - 宮田直行 役
- 「フォルティッシモ―また逢う日のために―」（2011年9月24日、BSフジ） - 桜葉高等学校教頭 役
- リーガル・ハイシリーズ
  - 「リーガル・ハイ」第9話 - 最終話（2012年6月12日 - 6月26日）
  - 「リーガルハイ」第2話・第5話・第7話（2013年10月16日・11月6日・11月20日）
- 「ラストホープ」第4話（2013年2月5日）
- 「医龍4-Team Medical Dragon-」第2話（2014年1月16日）
- 「別れたら好きな人」第33話・第34話（2015年11月12日・11月13日）
- 「オトナ女子」第5話（2015年11月12日）
- 「女の勲章」前編・後編（2017年4月15日・4月16日）

#### テレビ朝日
- 「西部警察 PART1」第61話（1980年12月14日）
- ザ・ハングマンシリーズ
  - 「ザ・ハングマンV」第21話（1986年7月4日）
  - 「ザ・ハングマン6」最終話（1987年6月5日）
- 「七人の女弁護士 第1シリーズ」第7話（1991年3月7日）
- 土曜ワイド劇場
  - 「松本清張作家活動40年記念・一年半待て」（1991年6月8日）
  - 「完全犯罪の使者」（1993年2月13日）
  - 「タクシードライバーの推理日誌」第5作（1995年5月27日） - 宝石店店員 役
  - 「作家 小日向鋭介の推理日記」第1作（1997年8月23日） - 医師 役
  - 「混浴露天風呂連続殺人」
    - 第17作「謎の整形美女を追って列島温泉大縦断! 特選ギャル爆発入湯!! 北海道洞爺湖温泉〜真狩温泉 ニセコ薬師温泉〜ひらふ温泉 秋田乳頭温泉〜信州白骨温泉 九州桜島古里温泉〜妙見温泉 阿蘇地獄温泉〜由布院温泉」（1997年12月27日）
    - 第24作「大誘拐! 秘湯捜査線 蔵王〜銀山〜赤倉〜泥湯〜鎌先温泉」（2004年12月18日）

  - 「津軽海峡に消えた女」（2001年2月10日）
  - 「不倫の旅連続殺人」（2003年5月3日） - 社員 役[11]
  - 「変装捜査官・麻生ゆき」第2作（2005年5月14日） - 川瀬泰三 役
  - 「デパート仕掛け人!天王寺珠美の殺人推理」第2作（2008年10月18日） - 「アモーレ・ディ・マドレ」役員 役
  - 「温泉若おかみの殺人推理」第20作（2009年5月9日） - 警部 役
  - 「法医学教室の事件ファイル」第37作（2013年11月9日） - 銀行員 役
- 「豆腐屋直次郎の裏の顔」第7話（1992年8月25日）
- 「危険な恋・ビオラの女」第2話・第3話（1993年7月20日・7月27日）
- 「はみだし刑事情熱系 PART1」第13話（1997年1月22日）
- 「名探偵保健室のオバさん」第9話（1997年3月3日） - 高野和彦 役
- 「ガラスの仮面」第7話（1997年8月18日）
- 「愛人の掟・あなたに逢いたくて」第7話（2000年11月24日）
- 特命係長 只野仁シリーズ
  - 「特命係長 只野仁 スペシャル」第3作（2006年9月23日） - 役人 役
  - 「特命係長 只野仁 3rdシーズン」第4話（2007年2月2日） - 上司 役
- 「生徒諸君!」第9話（2007年6月15日） - 教育委員 役
- 「鹿鳴館」（2008年1月5日） - 巡査 役
- 「女帝 薫子」第6話（2010年5月30日） - 南野武雄 役
- 「相棒 season12」第1話（2013年10月16日） - 総支配人 役
- 「黒薔薇 刑事課強行犯係 神木恭子」第1作（2017年12月16日） - 警視庁東京臨海警察署署長 役

#### テレビ東京
- 「お助け同心が行く!」第1話・第10話（1993年4月9日・6月11日）
- 「春日八郎物語」（1993年10月4日）
- 「ラブ・レター」（2003年6月18日）
- 「復讐するは我にあり」（2007年3月28日） - 記者 役
- 水曜ミステリー9「指紋捜査官・塚原宇平の神業」第3作（2008年5月14日） - 的中双六 役
- 「空の港で。」第16話（2008年7月19日）
- 「マルホの女〜保険犯罪調査員〜」第4話（2014年5月9日） - 花屋 役
- 「100文字アイデアをドラマにした!」第1話（2020年1月6日）

#### WOWOW
- 「隠蔽指令」第1話・第4話（2009年10月18日・11月8日） - 渡辺 役
- 「シャイロックの子供たち」第3話（2022年10月23日） - 滝野実 役

### 配信ドラマ
- 「全裸監督」第1話（2019年8月8日、Netflix）
- 地面師たち（2024年7月25日 - 、Netflix） - 和田島 努(石洋ハウス会長) 役[12]

### 特撮
- 「ウルトラマンネクサス」第3話・第8話・第25話（2004年10月16日・11月20日・2005年3月26日、CBC） - 小柳 役

### その他
- 「未解決事件」第3回（2013年6月9日、NHK） - 主犯の女性の手下 役
- 「ダウンタウンのガキの使いやあらへんで!!」（2015年10月4日、日本テレビ） - 森進一（遠藤章造）のバイトの先輩 役
- 「佐藤健&千鳥ノブよ!この謎を解いてみろ!」（2024年11月6日、TBSテレビ） - 菜園小学校校長 板本金八 役